# Credo de Calcedònia
El Credo de Calcedònia és la declaració de la naturalesa de Jesucrist adoptada al Concili de Calcedònia (451). Aquesta declaració reafirma les decisions preses al Concili d'Efes (431) i anteriors concilis cristians i confirma les dues naturaleses de Jesucrist (humana i divina) rebutjant d'aquesta manera la doctrina monofisita.